# Jacopo Borra
Jacopo Borra (Torino, 9 maggio 1990) è un cestista italiano.

## Carriera
Ha vestito la maglia dell'Italia under 20, con cui ha disputato gli Europei di categoria nel 2010.
Nel 2012 viene convocato con la nazionale sperimentale guidata da Luca Dalmonte, scendendo in campo in due occasioni contro la Grecia B e in altrettante contro la Francia. Firma il 27 luglio 2012 un contratto Pistoia. Nel 2013 passa alla Fulgor Omegna. Prima del termine della stagione passa nuovamente a Treviglio dove gioca 7 partite e termina la stagione. Nella stagione successiva, 2014/2015 passa al Basket Barcellona. Nella stagione 2015-16 firma con Roseto. Nella stagione 2016-17 firma con l'Andrea Costa Imola, dove disputa poche partite a causa di un infortunio alla schiena che lo tiene fuori per la maggior parte della stagione. Nell'estate del 2017 effettua il suo terzo ritorno il terra bergamasca, firmando ancora una volta con la Blu Basket 1971, dove disputa solo tre partite ufficiali a causa di un grave infortunio al ginocchio che lo tiene lontano per la maggior parte della stagione. A cinque partite dal termine effettua il suo ritorno sul parquet disputando il finale di stagione e tre partite dei play-off con la Blu Basket 1971. Durante la stagione 2018-19 continua l'avventura con la compagine Trevigliese. Nel giugno del 2020 rinnova il proprio contratto per altre due stagioni con la società lombarda.
Il 26 luglio 2021 passa alla Dinamo Sassari.
Il 3 dicembre 2021, dopo essere stato tagliato dalla Dinamo Sassari, approda alla Fortitudo Bologna per rafforzare il reparto lunghi e sperare nella salvezza. La sua firma comporta ad un ritorno, perché infatti Jacopo ha vestito già la maglia della Fortitudo Bologna dal 2007 al 2010